# Redaprata culisona
Redaprata culisona är en insektsart som beskrevs av Blocker 1979. Redaprata culisona ingår i släktet Redaprata och familjen dvärgstritar. Inga underarter finns listade i Catalogue of Life.